# Vehículo de recuperación "Kodiak"
El Pionierpanzer 3 "Kodiak" es un vehículo militar de construcción, hecho desde 1998 como un prototipo en un acuerdo firmado por las compañías Rheinmetall Defense de Alemania, RUAG Land Systems AG de Suiza, y BAE Hagglunds de Suecia, usando los componentes básicos del motor, los sistemas electrónicos de control, y la barcaza del tanque Leopard 2 para fabricar un vehículo de obras de altas prestaciones, que pudiese seguir en sus despliegues operacionales al citado carro de combate.

## Historia
En 1999, la Administración Sueca de Material de Defensa, entidad encargada de procurar la adquisición de un nuevo vehículo blindado para ingenieros que fuera capaz de seguir al tanque Strv 121, pidió a la compañía BAE Hagglund Land Systems AB que hiciera un blindado basado en el chasis del citado carro de combate.
Originalmente la intención era reaprovechar los Leopard 1, sobre todo sus cascos usados, pero más tarde decidieron usar uno más protegido, el del Leopard 2. Se inició luego un programa de cooperación con los ejércitos de los Países Bajos, Dinamarca, España y Suiza, y finalmente se llegó a buen término con la ayuda Suiza. Ya en diciembre de 2001, el contrato fue cancelado, cuando las Fuerzas Armadas de Suecia no podían asignar más partidas monetarias para llevar a cabo este y otros proyectos. Luego, en el año 2002 se retomó el proyecto, y un año más tarde, en el 2003, se produjo un prototipo funcional.
Este prototipo funcional, mostrado en el otoño del año 2003, con el sistema de palas y brazos ha sido ya desde entonces probado por los ejércitos de Suiza, los Países Bajos y Dinamarca. Los ensayos adicionales, llevados a cabo por Suecia, se encuentran actualmente en fase de preparación. Varios países que tienen al Leopard 2 en sus inventarios ya están considerando la adquisición de la variante "Kodiak VI", y el consorcio que lo construye está a la espera de firmar el primer contrato a gran escala para su producción en un futuro próximo, iniciando sus primeras entregas en el año 2002, pero en noviembre del año 2005, la cúpula militar de Dinamarca eligió abandonar el proyecto de forma unilateral, y en diciembre de 2007, el gobierno holandés dio luz verde para que la colaboración de sus firmas involucradas con dicho proyecto continuara, y el 16 de enero de 2008, el alto mando militar de Suecia, el de los Países Bajos y el Suizo, al fin llegaron a un acuerdo de producción compartida, por una cifra indeterminada de dichos blindados.
En el acuerdo de producción, se cita que los costes de su producción iban a estar equitativamente distribuidos entre los asociados al programa, dividiéndose así mismo la producción, estando RUAG de Suiza encargada de la producción de las barcazas, junto a la BAE Hagglunds de Suecia, siendo suministrados los conjuntos de obra y barreminas manufacturados por firmas como la Rheinmetall y otros productores holandeses.

## Características
El Pionierpanzer 3 "Kodiak" dota a los ingenieros militares con una novedosa y multifuncional herramienta, que se dice no es muy diferente de la famosa "navaja suiza". Basado en el chasis del Leopard 2 (incluyendo su avanzado sistema y blindajes que le otorgan una excelente protección antiminas), el "Kodiak" está equipado con una pala excavadora frontal equipada con bisagras, dos grúas de tipo torno y cabrestantes inclinables, aparte de una pala de empuje (buldózer), que puede ser cambiada por un sistema de arado de minas cuando sea requerido.
El Pionierpanzer 3 "Kodiak" puede utilizarse como un vehículo blindado de barreminas, ya que su pala se puede cambiar por un sistema de "arado de minas" con un ancho de vía apreciable, ya que al estar basado en el casco del Leopard 2 su anchura le proporciona mayor penetración. Cualquiera que sea la configuración que se utilice, por ejemplo la inclusión de dispositivos de barrido o protección contra minas; el Pionierpanzer 3 tiene asegurada su permanencia en trochas y/o pasos minados dentro de los límites de peso de la Clase de Capacidad de Carga Militar 70 (MLC 70).

## Armamento
El armamento en general no difiere mucho del usado en el Bpz 3, siendo dieferente según su usuario, en algunos casos, el que se relata aquí es el más común:
- Ametralladora M2HB con 600 cartuchos de uso antiaéreo,
- 2 Ametralladoras MG3 de calibre 7,62 mm, con 4.750 proyectiles,
- 16 Tubos lanzagranadas, de calibre 81 mm ; adosados en los laterales de la cabina de mando.

## Usuarios
- Países Bajos - 10 Unidades,
- Singapur - 3 Unidades,
- Suecia - 6 Unidades,
- Suiza - 12 Unidades.

Se espera que en un futuro países como España y Chile también adopten este blindado en sus arsenales.[cita requerida]